# トレンディドラマ
トレンディドラマ (trendy drama) は、主に1980年代後半から1990年代前半すなわち昭和から平成にかけてのバブル景気の前後に制作された日本のテレビドラマの一部を指して使われる言葉であるが、和製英語であり、明確な定義は存在しない。

## 概要
都会に生きる男女の恋愛やトレンドを描いた現代ドラマ。
年月の経過と共に「トレンディ」と見られる価値観そのものも大きく変化しているが、トレンディドラマ全盛期に考案・ブラッシュアップされた物語における特徴をもつドラマは今もなお多数製作・放映され続けている。

## 傾向

### 配役
配役はドラマ製作の時点で、演技や芸能活動が活発であり、美男美女、もしくは目立った個性が視聴者に高い好感を持たれている俳優・歌手・タレントが起用されることが多い。女優では浅野温子、浅野ゆう子の「W（ダブル）浅野」や、中山美穂、鈴木保奈美、安田成美、山口智子、男優では三上博史、柳葉敏郎、陣内孝則、石田純一、江口洋介、織田裕二、吉田栄作、加勢大周（織田、吉田、加勢の3人は「トレンディ御三家」と呼ばれていた）などが特に活躍した。脚本家においては坂元裕二、野島伸司、北川悦吏子などが頭角を現し、演出家では山田良明、大多亮、永山耕三といった顔ぶれが活躍した。

### ターゲット層
視聴者は主婦、OL層、社会人層をターゲットとした娯楽作品である。当時の「F1層」（20歳から35歳であった新人類世代の女性）がターゲットである。基本的に、バブル景気時代の女性の生き方に主軸を置いた作品群であり、恋愛主体の少女漫画の王道に準じた点もある。

### 登場人物
放送当時の旬な男優や女優が出演。主な登場人物は美男美女ばかりである（ただし、三枚目の役としての布施博、武田鉄矢のような例外がある）。人物達の職業は流行の最先端。企業であれば広告代理店やテレビ局などのマスメディアや宣伝、企画部門。フリーランスであればデザイナーなどのいわゆる“カタカナ職業”。ただしいずれも仕事そのものがテーマになることはなく、仕事中の描写も少ない。総じて、「手が届きそうで届かないぐらいの程良く洗練されたライフスタイル」を送っている。米国でいうところのヤッピーに近い。
主人公（または女性主人公の相手役）は、美男の上「優しい奴」で、周りの仲間に信頼されている。時にその優しさが揉めごとに発展する場合がある。ヒロイン（女性主人公）は「等身大の女性像」として積極的な性格に描かれ、がさつだったり、わがままだったり、おてんばであったりするが、あっけらかんとした明るい性格で、視聴者に親近感をもたせた描きかたをされる。主人公以外の脇役は、残り物同士で付き合ったり、主人公とヒロインのごたごたをやや離れたところから、援護射撃したり、見守ったりしている。

### 場所・製品
その当時の話題のスポット、ファッション、アイテム、ライフスタイルがドラマに反映されている。
主人公は主に眺望のいい高級マンションの、生活感に乏しい（雑誌に採り上げられるような）美しいインテリアの部屋に住む。主人公たちが待ち合わせや出会いに使う場所は「カフェバー」が多い。
カバンや待ち合わせなどで使う場所（デパートなど）の名前を堂々と映し、主人公たちは企業の「広告塔」になっていた。なお、これらに登場する製品、場所の多くが、広告代理店が仕込んだアパレルや自動車会社、飲料会社やレストランとのタイアップで成り立っていた。

### 設定・その他
様々な人間関係の中で恋愛模様を構成するストーリーである。物語はあくまでお洒落で、軽いタッチで描かれ、表面上は決してドロドロしないことが多い。
主人公は、お洒落な夜景の見える場所で「好きだ」と告白する。ビールよりもワインやシャンパンで盛り上がる。記念日（クリスマスや誕生日など）を大切にする。
通勤路線は東急田園都市線や京王線など、都心から南西方面にのびる路線に設定される傾向にある。
使われる音楽は、電子楽器を多用したもの、若しくはリズム体が強調されたポップスが多い。

## 歴史

### 1980年代
- 『男女7人夏物語』（1986年、TBS）出演：明石家さんま、大竹しのぶ、奥田瑛二、池上季実子、片岡鶴太郎、賀来千香子
- 『男女7人秋物語』（1987年、TBS）出演：明石家さんま、大竹しのぶ、片岡鶴太郎、岩崎宏美、山下真司、手塚理美
- 『赤ちゃんに乾杯!』（1987年、TBS）出演：荻野目洋子、 富田靖子、伊藤かずえ、薬丸裕英、 坂上忍、野々村真
- 『ラジオびんびん物語』（1987年、フジテレビ）出演：田原俊彦、野村宏伸、小林聡美、高橋ひとみ、池上季実子
- 『君の瞳をタイホする!』（1988年、フジテレビ）出演：陣内孝則、浅野ゆう子、柳葉敏郎、三上博史、三田寛子、工藤静香
- 『痛快!ロックンロール通り』（1988年、TBS）出演：沢口靖子、後藤久美子、小林聡美、室田日出男、長塚京三、関根勤
- 『抱きしめたい!』（1988年、フジテレビ）出演：浅野温子、浅野ゆう子、岩城滉一、本木雅弘、石田純一
- 『君が嘘をついた』（1988年、フジテレビ）出演：三上博史、麻生祐未、工藤静香、大江千里、鈴木保奈美、布施博
- 『君の瞳に恋してる!』（1989年、フジテレビ）出演：中山美穂、前田耕陽、菊池桃子、大鶴義丹、藤田朋子
- 『ハートに火をつけて!』（1989年、フジテレビ）出演：浅野ゆう子、柳葉敏郎、田中美佐子、かとうかず子、布施博
- 『オイシーのが好き!』（1989年、TBS）出演：松下由樹、石田純一、藤井郁弥、岡部まり、杉本彩
- 『同・級・生』（1989年、フジテレビ）出演：緒形直人、安田成美、菊池桃子、石田純一、山口智子
- 『愛しあってるかい!』（1989年、フジテレビ）出演：陣内孝則、小泉今日子、柳葉敏郎、近藤敦、藤田朋子、田中律子

### 1990年代
- 『世界で一番君が好き!』（1990年、フジテレビ）出演：浅野温子、三上博史、工藤静香、布施博、石野真子
- 『卒業』（1990年、TBS）出演：中山美穂、織田裕二、仙道敦子、的場浩司、永瀬正敏
- 『恋のパラダイス』（1990年、フジテレビ）出演：浅野ゆう子、本木雅弘、鈴木保奈美、菊池桃子、陣内孝則
- 『キモチいい恋したい!』（1990年、フジテレビ）出演：安田成美、田中美奈子、吉田栄作、森尾由美、嶋大輔、団優太
- 『すてきな片想い』（1990年、フジテレビ）出演：中山美穂、柳葉敏郎、相原勇、和久井映見、石黒賢、東幹久
- 『東京ラブストーリー』（1991年、フジテレビ）出演：鈴木保奈美、織田裕二、有森也実、江口洋介、千堂あきほ
- 『101回目のプロポーズ』（1991年、フジテレビ）出演：浅野温子、武田鉄矢、江口洋介、田中律子、石田ゆり子
- 『愛という名のもとに』（1992年、フジテレビ）出演：鈴木保奈美、唐沢寿明、江口洋介、洞口依子、石橋保
- 『素顔のままで』（1992年、フジテレビ）出演：安田成美、中森明菜、東幹久、鶴見辰吾、的場浩司
- 『あすなろ白書』（1993年、フジテレビ）出演：石田ひかり、筒井道隆、木村拓哉、鈴木杏樹、西島秀俊
- 『夢見る頃を過ぎても』（1994年、TBS）出演：保坂尚輝、葉月里緒菜、原田龍二、田辺誠一、水野美紀
- 『29歳のクリスマス』（1994年、フジテレビ）出演：山口智子、柳葉敏郎、松下由樹、仲村トオル、水野真紀
- 『ロングバケーション』（1996年、フジテレビ）出演：木村拓哉、山口智子、竹野内豊、稲森いずみ、松たか子、広末涼子

浅野温子と浅野ゆう子は、上記のように度々起用され、“W浅野”の別名で呼ばれるようになった。

### 終焉
バブル崩壊の影響が深刻化するにつれ、トレンディドラマという用語自体はほとんど死語と化していった。トレンディドラマは戦後民主主義の到達点というべき自由と繁栄の確認であったが、バブル崩壊以降は現実とかけ離れたものとして遊離していった。その後は野島伸司のような暗さを描いた作品、テレビ朝日の刑事ドラマのような勧善懲悪もの、第二次世界大戦期を描いたNHK連続テレビ小説などが人気を得ていった。そして2010年代には医療・刑事ドラマが急増、フジテレビ月9ドラマさえも医療・刑事ドラマ重視へシフトしていくこととなった。

## 主題歌
人気作品の主題歌は放送時に繰り返しオンエアされ（タイアップ）、視聴者の心に刻まれ大ヒットする場合が多い。特にアイドルや音楽番組が低迷した1990年代以降、日本国内ではヒット曲の多くをドラマ主題歌が占め、シングル売上が200万枚（ダブルミリオン）に迫ったり、それを突破する楽曲が相次いだ。また各ドラマの最終回のサブタイトルに主題歌の題名がそのまま使われることも多い。
- 『CHA-CHA-CHA』（石井明美、『男女7人夏物語』）
- 『SHOW ME』（森川由加里、『男女7人秋物語』）
- 『GLORIA』(ZIGGY、『同・級・生』)
- 『JEALOUSYを眠らせて』(氷室京介、『恋のパラダイス』)
- 『ラブ・ストーリーは突然に』（小田和正、『東京ラブストーリー』）
- 『SAY YES』（CHAGE&ASKA、『101回目のプロポーズ』）
- 『悲しみは雪のように』（浜田省吾、『愛という名のもとに』）
- 『君がいるだけで』　(米米CLUB、『素顔のままで』)
- 『TRUE LOVE』(藤井フミヤ、『あすなろ白書』